# Френкі Лейн
Френкі Лейн (англ. Frankie Laine; 30 березня 1913, Чикаго — 6 лютого 2007, Сан-Дієго) — американський співак, автор пісень та актор, що добився найбільшого успіху на рубежі 1940-х і 1950-х років. Він був одним з групи етнічних італійців (Френк Сінатра, Дін Мартін, Перрі Комо, Тоні Беннет), які задавали тон на американській естраді тих років.
Кар'єра співака налічує 75 років, починаючи від його першого концерту в 1930 році і закінчуючи його останнім виступом з піснею That's My Desire" у 2005. Лейн, широко відомий на прізвиська «Містер Ритм» (англ. Mr. Rhythm) і «Містер Сталеві гланди» (англ. Mr. Steel Tonsils), виконав безліч хітів, серед яких «That's My Desire», «That Lucky Old Sun», «Mule Train», «Jezebel», «High Noon», «Save Your Sorrow», «I Believe», «Hey Joe!», «The Kid's Last Fight», «Cool Water», «Rawhide», «Lord, You Gave Me a Mountain» і багато інших.
Він виконував пісні, що стали темами до багатьох вестернів, в тому числі 3:10 To Yuma, Gunfight at the O.K. Corral і Виблискуючі сідла, хоча сам Френкі ніколи не був кантрі-виконавцем. Він співав пісні різних жанрів і стилів, включаючи госпел, рок, фолк, джаз, блюз і поп.

## Біографія

### Ранні роки
Френкі Лейн, уроджений Франческо Паоло ЛоВеккіо (англ. Francesco Paolo LoVecchio, народився 30 березня 1913 року в Чикаго. Батьки Френкі емігрували з Монреале, на Сицилії, в Чикаго, де його батько Джованні ЛоВеккіо, деякий час працював особистим перукарем гангстера Аль Капоне. Вважається, що сімейство ЛоВеккіо було пов'язано з мафією; юний Франческо жив зі своїм дідом, якого вбили члени конкуруючого злочинного клану.
Будучи старшою дитиною з восьми дітей в сім'ї, Лейн виріс у мікрорайоні Олд Таун (спочатку живучи за адресою 1446 N. North Park Avenue, а згодом на 331 W. Schiller Street) і отримав свій перший співочий досвід в церковному хорі костелу Непорочного Зачаття, що був через дорогу від будинку на авеню Норт Парк. Пізніше він відвідував Технічний коледж Лейн, де розвинув свою силу легень та контроль дихання, приєднавшись до легкоатлетичних та баскетбольних команд. Він зрозумів, що хоче бути співаком, коли пропустив заняття, щоб побачити виступ Ела Джолсона у фільмі Співачючий дурень.

### Рання кар'єра
Уже в 1920-х вокальні дані ЛоВеккіо були досить високого рівня, щоб його виділили серед інших учнів. Його запрошували співати на вечірки і в місцеві клуби, в тому числі в чиказький 'Merry Garden Ballroom'.
У 17 років він співав перед натовпом у 5 тисяч людей, п'ять разів виходячи до захоплених глядачів на біс. Лейн давав уроки танців для благодійного балу коли його покликали співати на сцені:
 Незабаром я опинився на головній трибуні перед цим величезним натовпом, згадував Лейн. Я був дуже нервовий, але я почав співати популярну пісню «Beside an Open Fireplace». Це була сентиментальна мелодія, і слова мене зачепили. Коли я закінчив, сльози потекли по моїх щоках, і в залі стало тихо. Я був дуже близоруким і не міг побачити аудиторію. Я думав, що я не сподобався глядачам. — Френкі_Лейн 
На ранньому етапі кар'єри на співака істотний вплив зробили Енріко Карузо, Карло Буті, і особливо Бессі Сміт — запис якої був у колекції його батьків:
 Я все ще можу закрити очі і побачити його синю та фіолетову етикетку. Це був запис Бессі Сміт «The Kleeding Hearted Blues» з «Midnight Blues» з іншого боку. Перший раз, коли я запустив голку на цей запис, я відчув холодний озноб і невимовне збудження. Це було моє перше знайомство з джазом та блюзом, хоча я тоді не мав уявлення, як назвати ці магічні звуки. Я просто знав, що хочу почути більше! — Френкі Лейн
Ще одним співаком, який вплинув на нього в цей час, був фальцет-краун, Джин Остін. Лейн працював після школи в аптеці, що знаходилася через дорогу від магазину звукозаписів, який постійно відтворював записи Джина Остіна у гучномовці. Через багато років Лейн разом з Остіном були гостями у популярному телевізійному естрадному шоу Shower of Stars, а також Френкі також зіграв одну з головних ролей в кіномюзиклі Rainbow 'Round My Shoulder, де знялася дочка Остіна, Шарлотта.
Незабаром після закінчення середньої школи Лейн став працювати у танцювальній трупі та гастролював з ними під час Великої депресії. На цьому етапі на співака впливали Бінг Кросбі, Луї Армстронг (як трубач), Біллі Голідей, Мілдред Бейлі, а згодом і Нет Кінг Коул. Лейн подружився з Коулом у Лос-Анджелесі, коли кар'єра останнього лише починала набирати обертів. Коул записав пісню «It Only Happens Once», яку склав новоспечений автор пісень Лейн. Вони залишалися близькими друзями впродовж решти життя Коула, після чого Лейн був одним із носіїв труни на похоронах Коула.
Наступний великий прорив в кар'єрі Френкі стався, коли він змінив Перрі Комо в групі Фредді Карлоне в Клівленді в 1937 році Комо став ще одним довічним другом Лейна, який одного разу позичив Лейну гроші на поїздку на можливий концерт.
Втім ритмічний стиль Лейна був невідповідним звукам групи Карлоне, і вони незабаром розійшлись. Після цього на деякий час удача відвернулася від співака, попри те, що він вперше почав серйозно писати пісні. Френкі змінив ряд робіт, в тому числі працював на оборонному заводі. Саме під час роботи на оборонному заводі під час Другої світової війни він вперше почав писати пісні (на заводі було написано «It Only Happens Once»). Не маючи у той час грошей, співаку часом доводилось спати на лавці в Центральному парку.
 Я прокрадався в номери готелів і спав на підлозі. Мене вигнали з 11 різних нью-йоркських готелів. Я зупинявся в YMCA. Врешті-решт у мене залишилось чотири центи, і моїм ліжком стала груба дерев'яна лавка в Центральному парку. Я використав свої чотири копійки, щоб придбати чотири крихітні цукерки Baby Ruth. — Френкі Лейн :41 
Він змінив своє сценічне ім'я на Френкі Лейн в 1938 році, отримавши роботу на радіостанції WINS. Директор програми, Джек Кумбс, вважав, що прізвище «LoVecchio» є «занадто іноземним і занадто довгим для студійних дикторів», тому він американізував його на «Lane». Френкі додав літеру «і» (Laine), щоб уникнути плутанини з дівчиною-співачкою Frances Lane. Втім незабаром у WINS вирішили, що їм більше не потрібен джазовий співак, звільнивши Фенкі. За допомогою піаніста Джина Голдкетте він влаштувався на роботу в радіошоу в NBC, але поки збирався розпочати, Німеччина напала на Польщу, і всі постійні трансляції були зняті з ефіру для потреб військових.

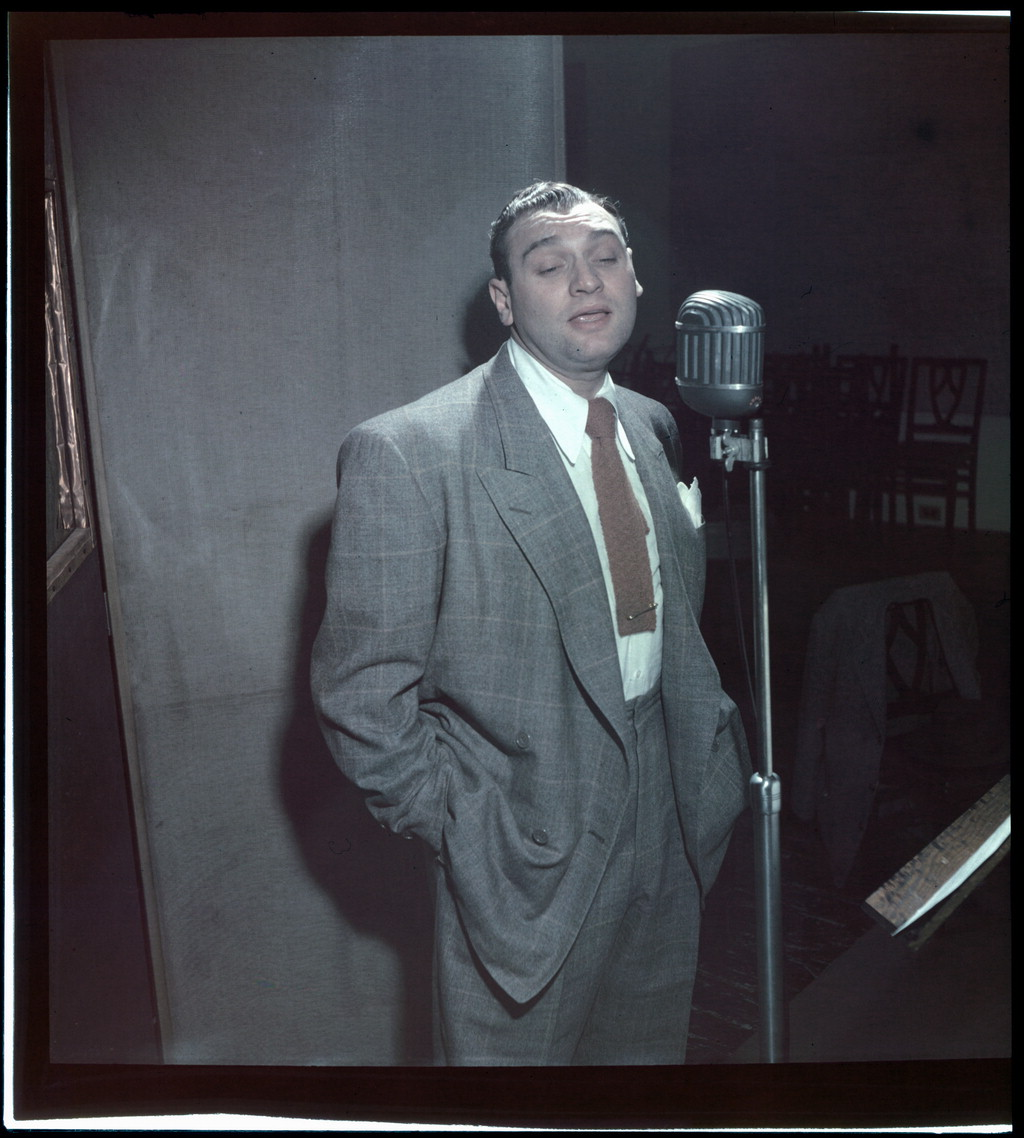
Френкі Лейн на сцені. Друга половина 1940-х років.

Далі Лейн знайшов роботу на заводі боєприпасів, із зарплатою 150 доларів на тиждень. Працюючи на заводі, він познайомився з тріо дівчат і почав з ним співпрацювати. Група була помічена Capitol Records і її власник Джонні Мерсер переконав Лейна вирушити в Голлівуд разом із ними як свого агента.
У 1943 році він переїхав до Каліфорнії, де співав для кількох фільмів, серед яких «Дівчата Харві». Саме в Лос-Анджелесі в 1944 році він познайомився і подружився з диск-жокеєм Елом Джарвісом і композитором та піаністом Карлом Т. Фішером. Останній до самої своєї смерті в 1954 році був музичним керівником, акомпаніатором і співавтором пісень Лейна. Серед їх спільних робіт були I'd Give My Life, Baby, Just For Me, What Could Be Sweeter?, Forever More, та джазовий стандарт We'll Be Together Again.
В кінці 1946 року Годі Кармайкл почув, як Френкі співає у клубі Біллі Берга в Лос-Анджелесі пісню Rockin' Chair. Це врешті-решт призвело до укладення контракту з новоствореним лейблом Mercury Records. Пізніше Лейн і Кармайкл співпрацювали над піснею Put Yourself in My Place, Baby.

### Перші записи
Перший запис Лейна був виданий 1944 року під назвою Bel-Tone Records. Сторони платівки отримали назву «In the Wee Small Hours of the Morning», (не слід плутати з однойменним записом Френка Сінатри), і пропагандистську військову мелодію «Brother, That's Liberty», хоча записи не змогли справити велике враження на слухачів.
Пізніше він записав сингл для Mercury Records: Pickle in the Middle with the Mustard on Top і I May Be Wrong (But I Think You're Wonderful).

### Перші успіхи
Навіть після його відкриття Кармайклом, Лейн все ще не був популярним співаком. Наступний його великий успіх настав, коли він у 1946 році вирішив переспівати стару п'ятнадцятирічну пісню 1931 року That's My Desire, яку вже мало хто пам'ятав. Він представив сингл як «нову» пісню, маючи на увазі нову в його репертуарі, але публіка сприйняла це за нову пісню, яку тільки що написали. Після цього Лейн швидко став відомим, і керівники звукозаписних компаній взяли його до відома.
Невдовзі у Лейна з'явились прихильники, які хотіли почути, як він співає «Desire»; серед них була R&B співачка Гадда Брукс, відома своєю бугі-вугі на фортепіано. Вона слухала його щовечора і врешті-решт видала власну версію пісні, яка стала хітом у «гарлемських» чартах. «Мені сподобалося, як він це зробив», згадувала Брукс; «він співає з душею, співає так, як відчуває». Невдовзі він записував альбом на новий лейбл Mercury, і That's My Desire була однією з пісень там.
«Desire» стала першим реальним успіхом Лейна. За день до того, як він записав цю пісню, він мав борги понад 7000 доларів. Його перша зарплата за роялті становила уп'ятеро більше за цю сумиу. Лейн погасив усі свої борги, окрім одного — співак Перрі Комо відмовився дозволити Лейну повернути йому гроші. Далі вийшла серія хіт-синглів, серед яких Black and Blue, Mam'selle, Two Loves Have I, Shine, On the Sunny Side of the Street, Monday Again та багато інших.

### Робота з Columbia Records
Лейн почав записуватись у Columbia Records в 1951 році, де одразу видав ряд хітів: Jezebel (#2)/Rose, Rose, I Love YouHigh Noon (Do Not Forsake Me) (#5), Jealousy (Jalousie) (#3), The Girl in the Wood (#23), When You're in Love (#30), Way Down Yonder in New Orleans (з Джо Стеффорд) (#26), Your Cheatin' Heart (#18), Granada (#17), Hey Joe! (#6), The Kid's Last Fight (#20), Cool Water, Some Day (#14), A Woman in Love (#19), Love Is a Golden Ring (з The Easy Riders) (#10), і Moonlight Gambler (#3).
«High Noon» була пісенною темою із вестерну з Гері Купером та Грейс Келлі. У фільмі його співала ковбойська зірка Текс Ріттер, але саме хітом став запис Лейна. З цього моменту Лейн співав пісні багатьох голлівудських і телевізійних вестернів, ставши настільки ототожнюваними з цим жанром, що Мел Брукс запросив його до свого класичного культового вестерну Виблискуючі сідла.

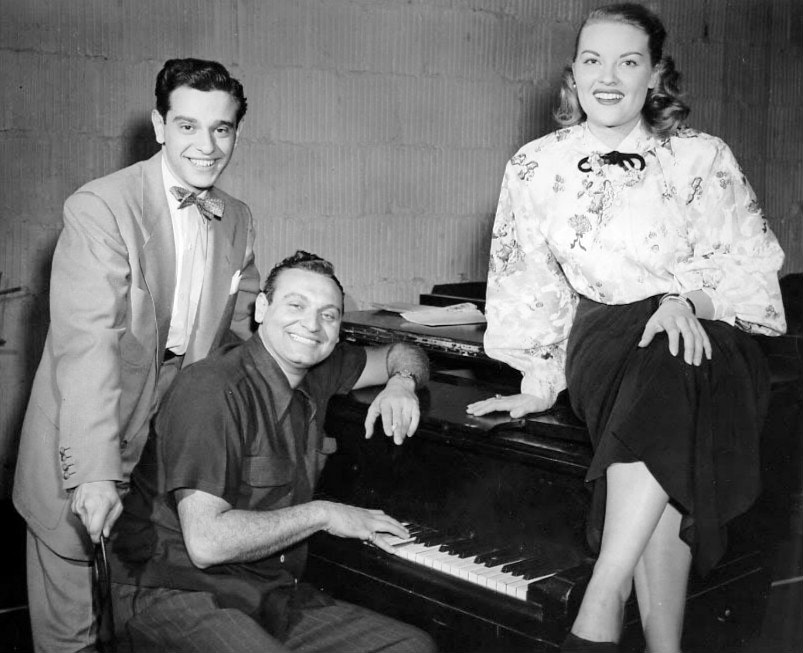
Лейн і Патті Пейдж, 1950-ті роки.

У цей час Лейн став популярнішим у Великій Британії, ніж у США, оскільки багато його хітових записів у Великій Британії були лише незначними хітами у його рідній країні. Такі пісні, як The Gandy Dancer's Ball, The Rock of Gibraltar і Answer Me, O Lord, стали набагато більшими хітами за кордоном. Пізніше «Answer Me» надихне на пісню Yesterday Пола Маккартні.
Керівник відділення популярної музики Columbia Records Мітч Міллер поєднував Лейна з багатьма найбільшими артистами Mercury і Columbia. Він співав хіти з Патті Пейдж (I Love You for That), Доріс Дей (Hey Good Lookin', Gambella (The Gambling Lady), Hambone, Floatin' Down to Cotton Town, Settin' the Woods on Fire та багато інших), Джиммі Бойд (Tell Me a Story, The Little Boy and the Old Man), Four Lads (Rain, Rain, Rain) та Джонні Рей (Up Above My Head (I Hear Music in the Air)).

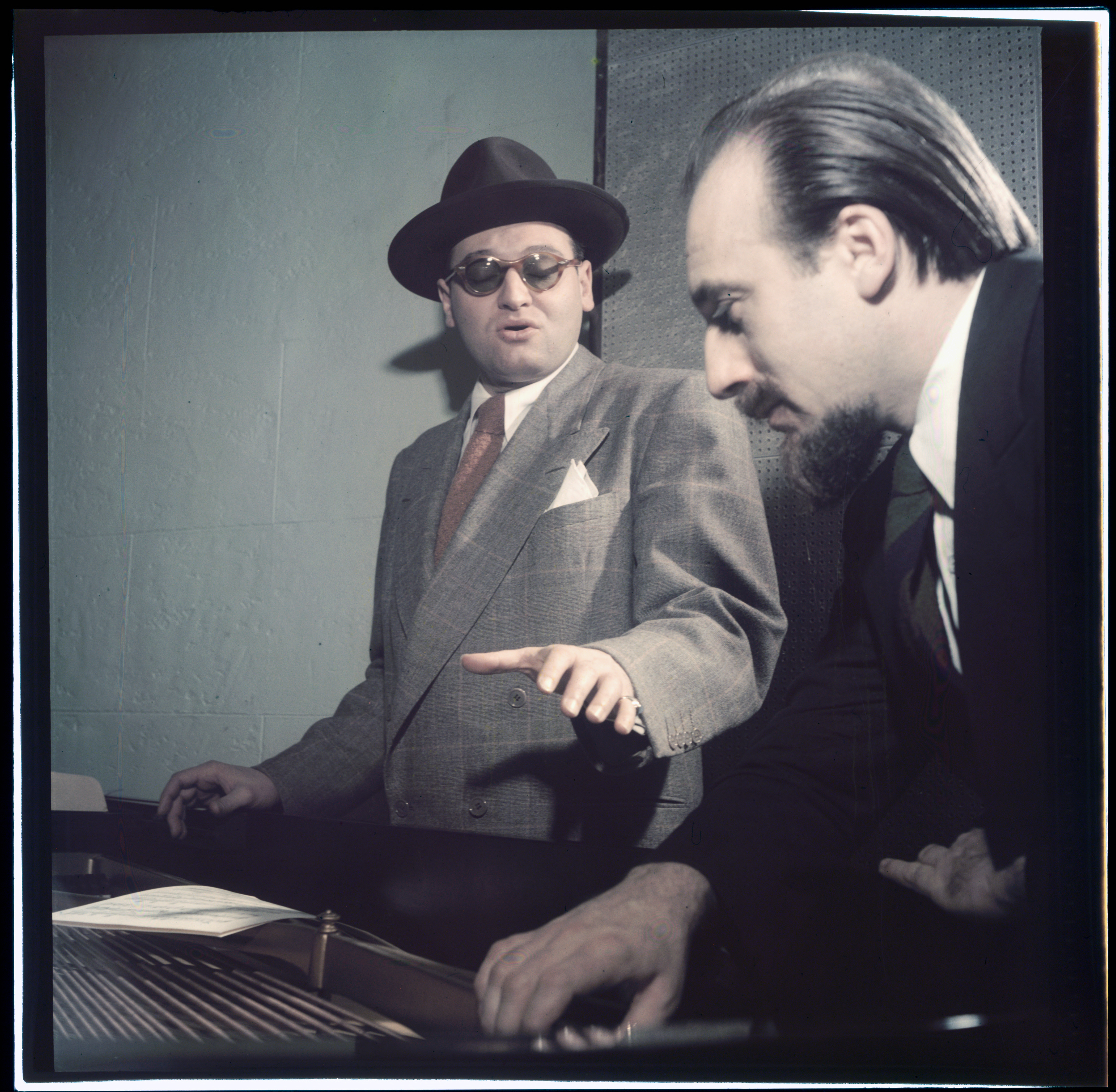
Френкі Лейн (ліворуч) та Мітч Міллер. 1940-ві роки

Загалом Лейн записав 39 хітів, що увійшли до чартів. Його дуети з Доріс Дей були фолк-поп-адаптаціями традиційних південноафриканських народних пісень, перекладених фольклорним співаком Джозефом Мараїсом. Хоча «Sugarbush» приніс «Laine & Day» золотий диск, вони більше ніколи не співали разом.
У 1953 році він встановив ще два рекорди (цього разу у чартах Великої Британії): у № 1 для пісні I Believe, яка трималась у чартах 18 тижнів, та № 1 для артиста за один рік, коли пісні «Hey Joe!» і «Answer Me, O Lord» тримались загалом 27 тижнів.
У 1953 році Лейн записав свій перший довгограючий альбом, який вийшов на батьківщині, суто як альбом (до цього його альбоми були складені з раніше виданих синглів). Альбом отримав назву «Mr. Rhythm», і він мав багато джазових, ритмових номерів, схожих за стилем з його роботою на лейблі Mercury.
У 1954 році Лейн виступав для королеви Єлизавети II, і цю подію він називає однією з найважливіших моментів своєї кар'єри. До кінця десятиліття він залишився далеко попереду Елвіса Преслі як найуспішнішого виконавця в британських чартах.

#### З Мішелем Леграном

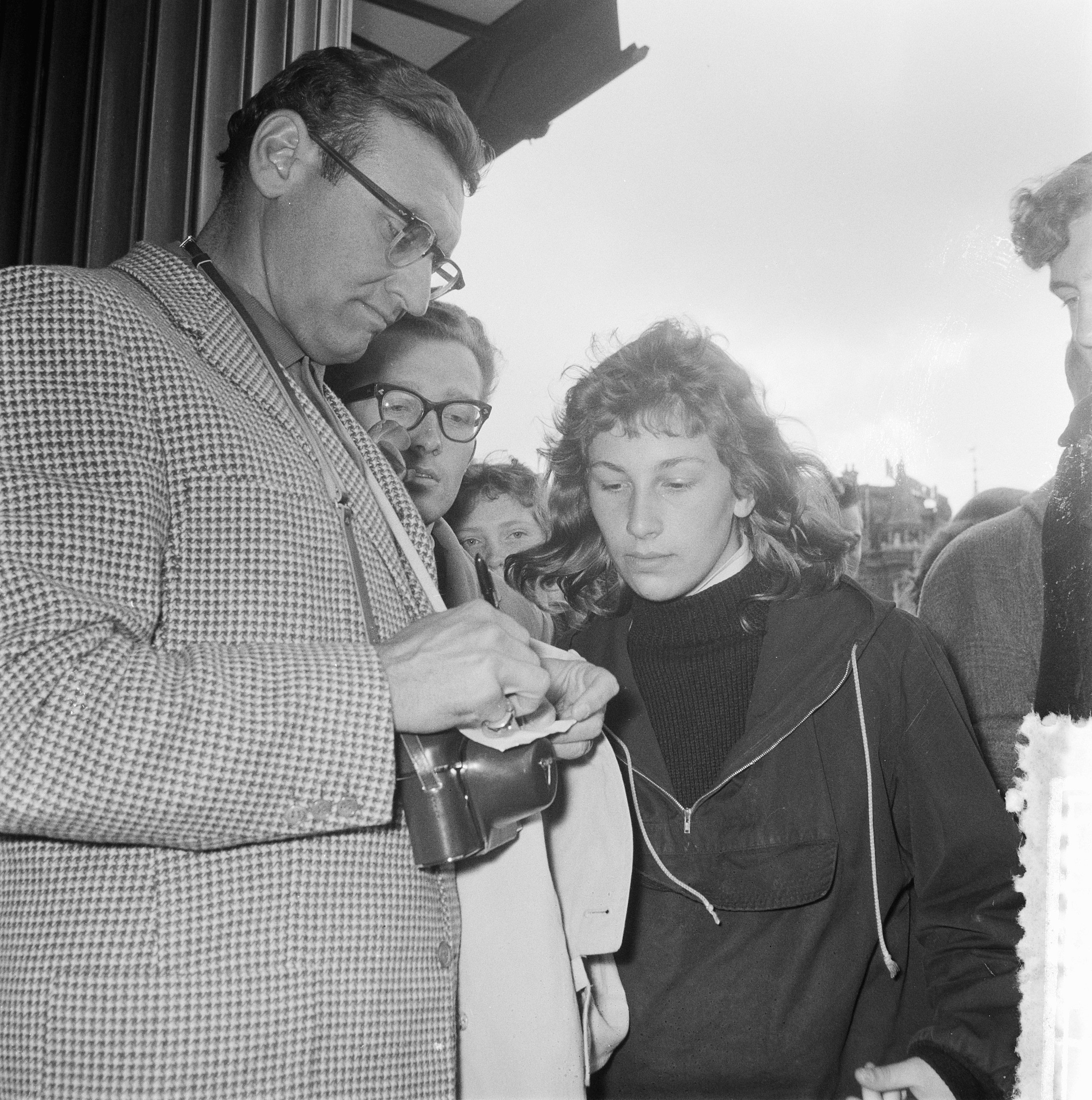
Френкі Лейн у Амстердамі. 1957 рік.

Французький композитор і аранжувальник Мішель Легран об'єднався з Лейном, щоб записати пару альбомів у 1958 році. Перший — A Foreign Affair, був побудований навколо концепції запису треків різними мовами: англійською, французькою, іспанською та португальською. Альбом випустив пару міжнародних хітів: La Paloma в Аргентині та Não tem solucão в Бразилії. Інші треки включали Mona Lisa, Mam'selle, Torna a Sorriento, Besame Mucho і Autumn Leaves.
Лейн і Легран об'єдналися для другого альбому Reunion in Rhythm, в яких вокал обмежувався англійською мовою. До них увійшли Blue Moon, Lover, Come Back to Me, Marie, September in the Rain, Dream a Little Dream of Me, I Would Do Most Anything for You, Too Marvelous for Words та I Forget the Time.

### Capitol, ABC та Amos Records
У 1963 році Лейн залишив Columbia Records, перейшовши на Capitol Records, але за два роки там випустив лише один альбом та кілька синглів. В цей час він продовжував регулярно виступати, включаючи південноафриканський тур.
Після переходу на ABC Records наприкінці 1960-х років, він знову опинився на вершині чартів, починаючи з першої пісні, яку він записав, I'll Take Care of Your Cares. Після цього виникла низка хітів, зокрема Making Memories, You Wanted Someone to Play With, Laura (What's He Got That I Ain't Got), To Each His Own, I Found You, і Lord, You Gave Me A Mountain (яку написав Марті Роббінс). Остання пісня стала хітом номер один у Hot Adult Contemporary Tracks (№ 24). Його останнім синглом, що потрапив у чарт Billboard Hot 100 (максимум No. 86) став «Dammit Isn't God's Last Name».

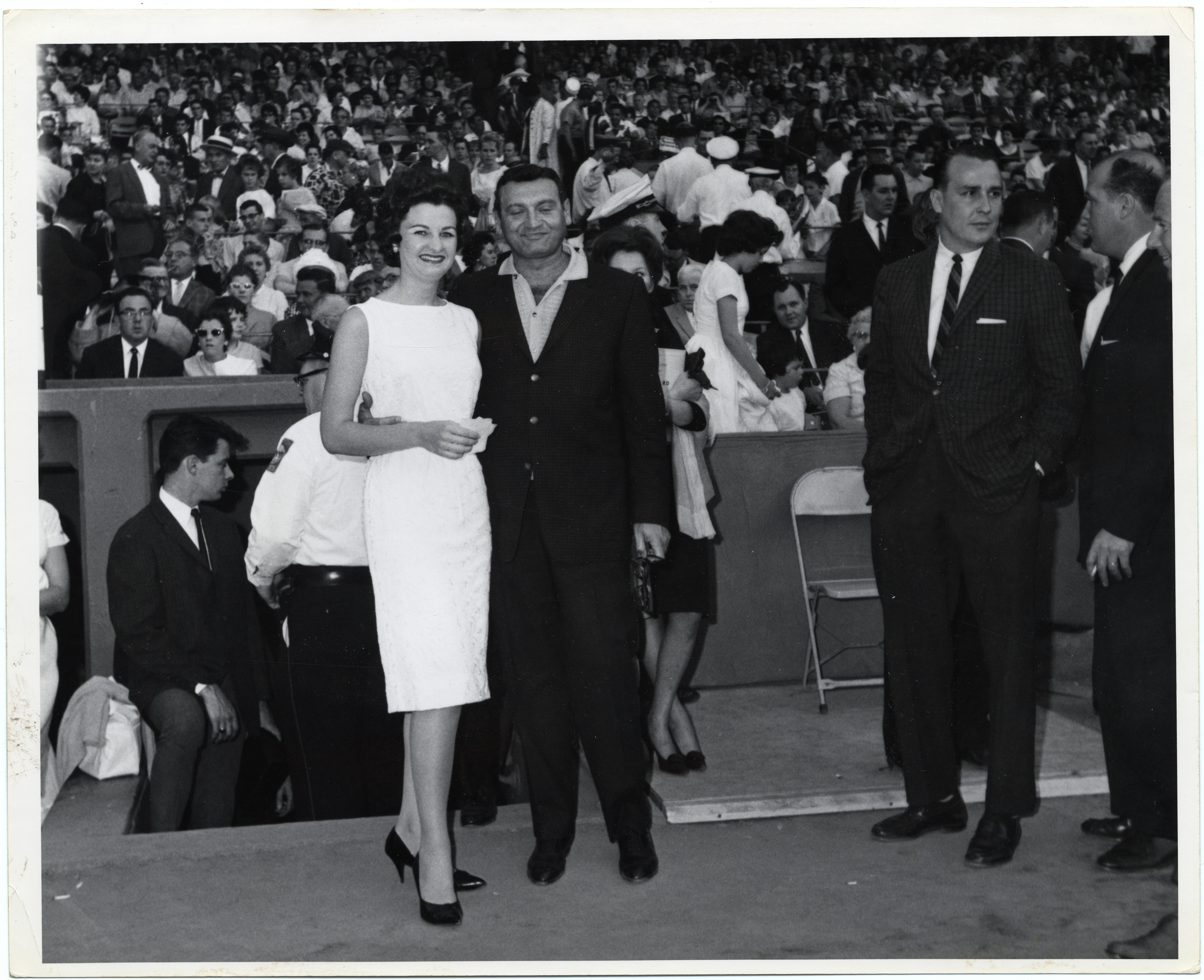
Френкі Лейн (в центрі) у 1960-ті роки.

Шукаючи більшої художньої свободи, Лейн залишив ABC, перейшовши у набагато менший Amos Records, де він видав два альбоми, які були написані під впливом року. Перший альбом містив сучасні версії його найбільших хітів, як-от «Your Cheatin' Heart», «That Lucky Old Sun», «I Believe», «Jezebel», «Shine», та «Moonlight Gambler». Його другий альбом отримав назву «A Brand New Day» і був оригінальним, зокрема до нього увійшли такі пісні як «Mr. Bojangles», «Proud Mary», «Put Your Hand in the Hand», «My God and I», та «Talk About the Good Times».
Після того як Френкі покинув Амос, він заснував власний лейбл, Score Records, який випускає альбоми і сьогодні.

### Кіно та телебачення
Починаючи з кінця 40-х років, Лейн знявся у понад півдесятка мюзиклах, часто граючи самого себе; кілька з них написав і режисер Блейк Едвардс. Серед фільмів були: Make Believe Ballroom — Columbia, 1949; When You're Smiling — Columbia, 1950; Sunny Side Of The Street — Columbia, 1951; Rainbow 'Round My Shoulder — Columbia, 1952; Bring Your Smile Along — Columbia, 1955; He Laughed Last — Columbia, 1956; and Meet Me in Las Vegas — MGM, 1956. В останньому, великому бюджетному мюзиклі MGM з Сідом Чаріссом, Лейн виконує Hell Hath No Fury.
Його фільми були дуже популярні у Великій Британії, але у США кінозіркою він не став.
На телебаченні він вів три естрадні шоу: The Frankie Laine Hour в 1950 році, The Frankie Laine Show (з Конні Гейнс) у 1954-55 та Frankie Laine Time у 1955-56. У останньому шоу були в гостях такі зірки, як Елла Фіцджеральд, Джонні Рей, Джорджія Гіббс, The Four Lads, Кей Калловей, Патті Пейдж, Едді Гейвуд, Дюк Еллінгтон, Борис Карлофф, Патті Ендрюс, Джоні Джеймс, Ширлі Маклейн, Джин Крупа, Тереза Брюер, Джек Тігарден та Полі Берген.
Сам же Лейн також був частим гостем у інших популярних тогочасних телешоу, таких Shower of Stars, The Steve Allen Show,, The Ed Sullivan Show, What's My Line?, This is Your Life, Bachelor Father, The Sinatra Show, The Walter Winchell Show, Шоу Перрі Комо, The Garry Moore Show, Masquerade Party, The Mike Douglas Show, and American Bandstand. 1959 року він зіграв як гостьовий актор у серіалі Перрі Мейсон в головній ролі коміка Денні Росса в 47 серії «The Case of the Jilted Jockey».
У 1960-х він продовжував виступати на естрадних шоу, таких як Laugh-In, а також був гостьовим актором у серіалах Rawhide та Burke's. Його пісня для серіалу Rawhide, яка звучала на початку та в кінці під час титрів, виявилася популярною і допомогла зробити популярний продукт, в якому знявся Ерік Флемінг і розпочав свою кар'єру Клінт Іствуд. Інші телесеріали, для яких Лейн співав вступну пісню, включали Gunslinger та Rango. 1976 року Лейн записав пісню The Beatles «Maxwell's Silver Hammer» для документального фільму All This and World War II.
Лейн виступав на трьох церемоніях нагород Оскар: 1950 (Mule Train), 1960 (The Hanging Tree) та 1975 (Blazing Saddles). Тільки дві останні церемонії були показані на телебаченні. 1981 року він виконав попурі зі своїх хітів на American Bandstand's 30th Anniversary Special, після чого виступав на Nashville Now, 1989 та My Music, 2006..

### Останні роки
Лейн оселився на вершині пагорба в районі Пойнт-Лома Сан-Дієго. 2000 року Торговельна палата Сан-Дієго назвала його «Принцом Пойнт-Лома».
Його кар'єра трохи сповільнилася у 1980-х через чотири операції на серці, але він продовжував видавати альбоми, включаючи Wheels Of A Dream (1998), Old Man Jazz (2002) та The Nashville Connection (2004).
У 1986 році він записав альбом Round Up з Еріхом Кунзелем та оркестром Цинциннаті, який потрапив до класичних чартів.
Він записав останню пісню «Taps/My Buddy», незабаром після теракту 11 вересня. Пісня була присвячена пожежникам Нью-Йорка, і Лейн заявив, що прибуток від пісні повинен бути відданий FDNY.
12 червня 1996 року йому було вручено нагороду на церемонії нагородження 27-ї щорічної премії «Зали слави піснярів» у нью-йоркському Шератоні. У свій 80-й день народження Конгрес США оголосив його національним скарбом.

### Смерть
У жовтні 2006 році він з'явився у передачі PBS My Music, попри недавній інсульт, виконавши «That's My Desire», і отримав овації. Це була його остання пісня.
Лейн помер від серцевої недостатності 6 лютого 2007 року в лікарні Скріппс Мерсі в Сан-Дієго. Церемонія відспівування відбулася 12 лютого в парафіяльній церкві в кампусі університету Сан-Дієго. Наступного дня його прах разом із прахом покійної дружини Нен Грей було розвіяно над Тихим океаном.

## Соціальний активізм
Поряд з відкриттям дверей для багатьох виконавців R&B, Лейн відіграв значну роль у рухах за громадянські права 1950-х та 1960-х років. Коли телевізійне шоу Ната Кінга Коула не змогло отримати спонсора, Лейн перетнув «кольорову лінію», ставши першою білою зіркою, яка з'явилась в статусі гостя у цій передачі. Багато інших білих співаків пішли за ним, зокрема Тоні Беннетт та Розмарі Клуні.
У наступному десятилітті Лейн приєднався до кількох афроамериканських артистів, які дали безкоштовний концерт для прихильників Мартіна Лютера Кінга під час їх маршу з Сельми до Монтгомері
Лейн, який сильно цінив афроамериканську музику, пішов так далеко, що записав щонайменше дві «чорних» пісні, «Shine» та «Black and Blue» Фатса Воллера. Обидва були записані на початку своєї кар'єри в Mercury, і це призвело до початкової плутанини серед фанатів співака щодо його раси.
Лейн також був активним у багатьох благодійних організаціях, включаючи харчування на колесах та армію спасіння.

## Особисте життя

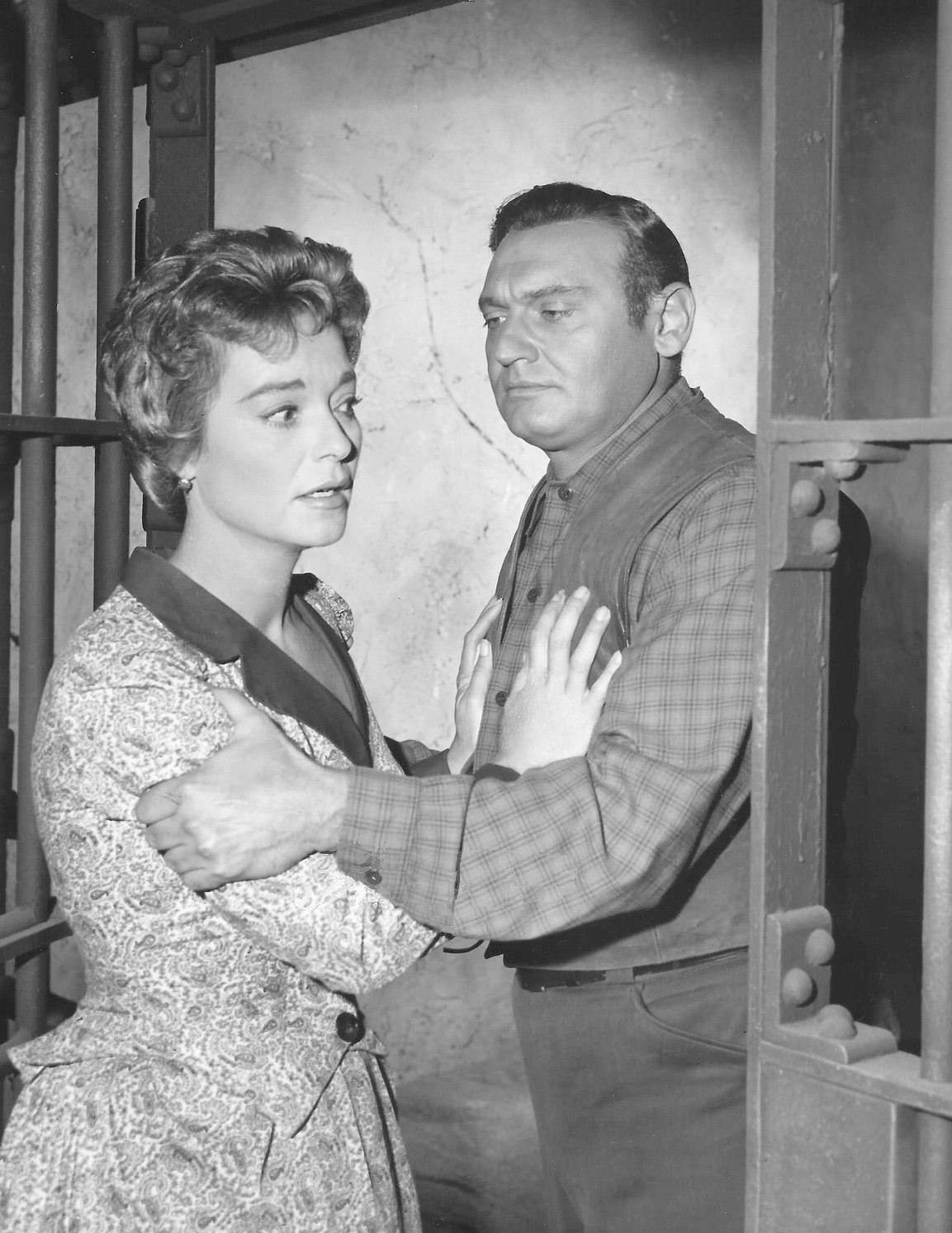
Нан Грей та Френкі Лейн у серіалі Rawhide, 1960 рік.

Лейн одружився з актрисою Нен Грей (червень 1950 — липень 1993) і з якою виховував дочок Пем і Джен від попереднього шлюбу з Джекі Вестроуп. Їх 43-річний шлюб тривав до її смерті.

## Стиль
Співак, один з найбільших хітмейкерів кінця 1940-х — початку 1950-х, мав понад 70 записаних платівок, 21 золоту платівку та проданих у всьому світі 100 мільйонів записів. Починаючи з ритм-енд-блюзу і джазу, Лейн розширив репертуар до таких різноманітних жанрів, як поп, госпел, фолк, кантрі, вестерн, рок-н-рол та інші.
Лейн був першим і найбільшим з нової породи співаків, який став відомим в епоху після Другої світової війни. Цей новий, емоційно заряджений стиль, здавалося, в той час означав закінчення стилів співу попередньої епохи, і справді був передвісником музики рок-н-ролу, яка мала бути в майбутньому. Стиль Лейна очистив шлях багатьом співакам, які виникли наприкінці 40-х — початку 50-х років, включаючи Кей Старр, Тоні Беннетта, і Джонні Рей.

## Спадщина
Лейн не лише допоміг прокласти шлях іншим білим артистам, які співали в чорному стилі, як Кей Старр, Джонні Рей та Елвіс Преслі, але також допоміг збільшити сприйняття громадськістю і афроамериканських співаків. Піснями Лейна у своїй творчості надихались Рей Чарльз, Боббі Дарін, Лу Роулз, The Kalin Twins, The Beatles, Том Джонс, Джеймс Браун, Біллі Ф'юрі та багато інших.
Його включили до Hit Parade Hall of Fame 2008 року.
У 2010 році йому була присвоєна Золота зірка на Алеї зірок у Палм-Спрінгз, Каліфорнія.
За свій внесок у музичну та телевізійну індустрію Френкі Лейн має дві зірки на Голлівудській алеї слави. Музична зірка знаходиться на Голлівудському бульварі, а телевізійна — на Вайн Стріт.

## Сингли

### У чартах
| Release date | Title                                            | UK chart position | US Billboard chart position | US Adult Easy Listening chart position | Gold Record |
| ------------ | ------------------------------------------------ | ----------------- | --------------------------- | -------------------------------------- | ----------- |
| 1947         | «That's My Desire»                               |                   | 4                           |                                        | *           |
| 1947         | «Black and Blue»                                 |                   | 27                          |                                        |             |
| 1947         | «Mam'selle»                                      |                   | 14                          |                                        |             |
| 1947         | «On the Sunny Side of the Street»                |                   |                             |                                        |             |
| 1947         | «Two Loves Have I»                               |                   | 21                          |                                        |             |
| 1948         | «Shine»                                          |                   | 9                           |                                        |             |
| 1948         | «Monday Again»                                   |                   | 24                          |                                        |             |
| 1948         | «Baby, That Ain't Right»                         |                   | 20                          |                                        |             |
| 1948         | «You're All I Want for Christmas»                |                   | 11                          |                                        |             |
| 1948         | «Ah, But It Happens»                             |                   | 21                          |                                        |             |
| 1949         | «Now That I Need You»                            |                   | 20                          |                                        |             |
| 1949         | «That Lucky Old Sun»                             |                   | 1                           |                                        | *           |
| 1949         | «Mule Train»                                     |                   | 1                           |                                        | *           |
| 1950         | «The Cry of the Wild Goose»                      |                   | 1                           |                                        | *           |
| 1950         | «Satan Wears a Satin Gown»                       |                   | 28                          |                                        |             |
| 1950         | «Swamp Girl»                                     |                   | 12                          |                                        |             |
| 1950         | «Stars and Stripes Forever»                      |                   | 20                          |                                        |             |
| 1950         | «Music, Maestro, Please»                         |                   | 13                          |                                        |             |
| 1950         | «Dream a Little Dream of Me»                     |                   | 18                          |                                        |             |
| 1950         | «Nevertheless»                                   |                   | 11                          |                                        |             |
| 1950         | «If I Were a Bell»                               |                   | 30                          |                                        |             |
| 1951         | «The Metro Polka»                                |                   | 19                          |                                        |             |
| 1951         | «Pretty-Eyed Baby» (w/Jo Stafford)               |                   | 13                          |                                        |             |
| 1951         | «In the Cool, Cool, Cool of the Evening»         |                   | 17                          |                                        |             |
| 1951         | «The Girl in the Wood»                           |                   | 23                          |                                        |             |
| 1951         | «Wonderful, Wasn't It?»                          |                   | 17                          |                                        |             |
| 1951         | «Gambella (The Gamblin' Lady)» (w/Jo Stafford)   |                   | 19                          |                                        |             |
| 1951         | «The Gandy Dancers Ball»                         |                   | 21                          |                                        |             |
| 1951         | «When You're in Love»                            |                   | 30                          |                                        |             |
| 1951         | «Jezebel»                                        |                   | 2                           |                                        | *           |
| 1951         | «Rose, Rose, I Love You»                         |                   | 3                           |                                        |             |
| 1951         | «Hey Good Lookin'» (w/Jo Stafford)               |                   | 9                           |                                        |             |
| 1951         | «Jealousy (Jalousie)»                            |                   | 3                           |                                        | *           |
| 1952         | «Hambone» (w/Jo Stafford)                        |                   | 6                           |                                        |             |
| 1952         | «The Rock of Gibraltar»                          |                   | 20                          |                                        |             |
| 1952         | «Settin' the Woods on Fire» (w/Jo Stafford)      |                   | 21                          |                                        |             |
| 1952         | «Chow Willy» (w/Jo Stafford)                     |                   | 25                          |                                        |             |
| 1952         | «I'm Just a Poor Bachelor»                       |                   | 14                          |                                        |             |
| 1952         | «Tonight You Belong to Me»                       |                   | 26                          |                                        |             |
| 1952         | «Sugarbush» (w/Doris Day)                        | 8                 | 7                           |                                        | *           |
| 1952         | «High Noon»                                      | 7                 | 5                           |                                        | *           |
| 1953         | «Girl in the Wood»                               | 11                | 23                          |                                        |             |
| 1953         | «Your Cheatin' Heart»                            |                   | 18                          |                                        |             |
| 1953         | «The Little Boy and the Old Man» (w/Jimmy Boyd)  |                   | 24                          |                                        |             |
| 1953         | «I Let Her Go»                                   |                   | 27                          |                                        |             |
| 1953         | «Blowing Wild (The Ballad of Black Gold)»        |                   | 21                          |                                        |             |
| 1953         | «I Believe»                                      | 1                 | 2                           |                                        | *           |
| 1953         | «Where the Winds Blow»                           | 2                 |                             |                                        |             |
| 1953         | «Tell Me a Story» (w/Jimmy Boyd)                 |                   | 4                           |                                        |             |
| 1953         | «Hey Joe»                                        | 1                 | 6                           |                                        |             |
| 1953         | «Answer Me»                                      | 1                 | 24                          |                                        |             |
| 1953         | «Way Down Yonder in New Orleans» (w/Jo Stafford) |                   | 26                          |                                        |             |
| 1953         | «Granada»                                        |                   | 17                          |                                        |             |
| 1954         | «Blowing Wild (The Ballad of Black Gold)»        | 2                 |                             |                                        |             |
| 1954         | «Granada»                                        | 9                 |                             |                                        |             |
| 1954         | «The Kid's Last Fight»                           | 3                 | 20                          |                                        |             |
| 1954         | «Some Day»                                       |                   | 14                          |                                        |             |
| 1954         | «My Friend»                                      | 3                 |                             |                                        |             |
| 1954         | «There Must Be a Reason»                         | 9                 |                             |                                        |             |
| 1954         | «Rain, Rain, Rain» (w/ The Four Lads)            | 8                 | 21                          |                                        |             |
| 1954         | «Your Heart, My Heart»                           |                   | 28                          |                                        |             |
| 1955         | «In the Beginning»                               | 20                |                             |                                        |             |
| 1955         | «Cool Water»                                     | 2                 |                             |                                        |             |
| 1955         | «Strange Lady in Town»                           | 6                 |                             |                                        |             |
| 1955         | «Hummingbird»                                    | 16                | 17                          |                                        |             |
| 1955         | «Hawkeye»                                        | 7                 | 73                          |                                        |             |
| 1955         | «A Woman in Love»                                |                   | 19                          |                                        |             |
| 1956         | «Sixteen Tons»                                   | 10                |                             |                                        |             |
| 1956         | «Hell Hath no Fury»                              | 28                |                             |                                        |             |
| 1956         | «Don't Cry»                                      |                   | 83                          |                                        |             |
| 1956         | «Moonlight Gambler»                              | 13                | 3                           |                                        |             |
| 1957         | «Love Is a Golden Ring»                          | 19                | 10                          |                                        |             |
| 1957         | «The 3:10 to Yuma»                               |                   |                             |                                        |             |
| 1957         | «Good Evening Friends» (w/Johnnie Ray)           | 25                |                             |                                        |             |
| 1957         | «Up Above My Head» (w/Johnnie Ray)               | 25                |                             |                                        |             |
| 1959         | «Rawhide»                                        | 6                 |                             |                                        |             |
| 1961         | «Gunslinger»                                     | 50                |                             |                                        |             |
| 1963         | «Don't Make My Baby Blue»                        |                   | 51                          | 17                                     |             |
| 1967         | «I'll Take Care of Your Cares»                   |                   | 39                          | 2                                      |             |
| 1967         | «Making Memories»                                |                   | 35                          | 2                                      |             |
| 1967         | «You Wanted Someone to Play With»                |                   | 48                          | 5                                      |             |
| 1967         | «You, No One But You»                            |                   | 83                          | 6                                      |             |
| 1967         | «Laura (What's He Got That I Ain't Got)»         |                   | 66                          | 23                                     |             |
| 1968         | «To Each His Own»                                |                   | 82                          | 2                                      |             |
| 1968         | «Take Me Back»                                   |                   | 115                         | 18                                     |             |
| 1968         | «I Don't Want to Set the World on Fire»          |                   |                             | 26                                     |             |
| 1968         | «I Found You»                                    |                   | 118                         | 19                                     |             |
| 1968         | «Please Forgive Me»                              |                   |                             | 30                                     |             |
| 1969         | «You Gave Me a Mountain»                         |                   | 24                          | 1                                      |             |
| 1969         | «Dammit Isn't God's Last Name»                   |                   | 86                          |                                        |             |
| 1976         | «Maxwell's Silver Hammer»                        |                   | 86                          |                                        |             |

## Авторські пісні
- It Ain't Gonna Be Like That (з Mel Tormé[en])
- It Only Happens Once (слова і музика)
- Put Yourself In My Place (з Hoagy Carmichael)
- We'll Be Together Again[en] (з Carl T. Fischer[en])
- Our Dream (слова і музика)
- I Haven't the Heart (з Matt Dennis[en])
- I'd Give My Life (з Carl T. Fischer)
- What Could Be Sweeter? (з Carl T. Fischer)
- Baby, Just for Me (з Carl T. Fischer)
- Satan Wears a Satin Gown (з Jacques Wilson і Fred Katz[en])
- Don't Cry Little Children (з Norman Wallace)
- When You're In Love (з Carl T. Fischer)
- Only If We Love (з Al Lerner[en])
- Torchin (з Al Lerner)
- The Love of Loves (з Carl T. Fischer)
- Magnificent Obsession (з Fred Karger)
- Forever More (з Carl T. Fischer)
- You Are My Love (з Carl T. Fischer)
- My Little Love (з Carl Eugster)
- And Doesn't She Roll (з Jack Wilson[en] і Fred Katz[en])
- God Bless This House (з Jack Wilson і Fred Katz)
- Horses and Women (слова і музика)
- Deuces Wild (з Mike Oatman і Ray Barr)
- Cow-Cow Boogie (з Don Raye[en], Gene DePaul[en] і Benny Carter[en])
- The High Road (з Margaret Bristol і Leo Kempinski)
- The Moment of Truth (з Nell Western і Fred Katz)
- What Am I Here For? (з Duke Ellington)
- Pretty Little Princess (з Michael Nesmith[en])
- Please Forgive Me (з Larry Kusik[en] і Eddie Snyder[en])
- Silver Kisses and Golden Love (з Robert Doyle)
- Allegra (з Matt Dennis[en] і Dunham)
- Fresh out of tears (з Morgan)
- The Secret of Happiness (з Larry Kusik і Eddie Snyder)
- If I Did Not Believe in You (з Larry Kusik і Eddie Snyder)
- Going to Newport (з Larry Sanders)
- Forevermore (слова і музика)
- End Of Session Blues (слова і музика)
- Nan (слова і музика)

## Фільмографія
| - Make Believe Ballroom — Columbia, 1949 - When You're Smiling — Columbia, 1950 - Sunny Side of the Street — Columbia, 1951 - Rainbow 'Round My Shoulder — Columbia, 1952 - Bring Your Smile Along — Columbia, 1955 - He Laughed Last — Columbia, 1956 - Meet Me in Las Vegas — MGM, 1956 | - Blowing Wild — Warner, 1953 - Man Without a Star — Universal, 1955 - Strange Lady in Town — Warner, 1955 - Gunfight at the O.K. Corral — Paramount, 1957 - 3:10 to Yuma — Columbia, 1957 - Bullwhip — Republic, 1958 - Виблискуючі сідла — Warner/Crossbow, 1974 | - Останній кіносеанс — співав «Rose, Rose, I Love You», Columbia, 1971 - All This and World War II — співав «Maxwell's Silver Hammer», Deluxe, 1976 - House Calls — співав «On the Sunny Side of the Street», Universal, 1978 - Гаряча жувальна гумка — співав «My Little One», 1978 - Going Steady — співав «My Little One», 1980 - Скажений бик — співав «That's My Desire», United Artists, 1980 - Whore — sang «The Love of Loves», 1991 - Chopper — співав «Don't Fence Me In», 2000 |

## Телебачення
| - The Frankie Laine Hour — 1950 - The Frankie Laine Show — 1954–55 - Frankie Laine Time — 1955–56 - Rawhide 1959–66 (вступна пісня) - Gunslinger 1961 (вступна пісня) - Rango 1967 (sang the theme song) - The Misadventures of Sheriff Lobo 1979–81 (вступна пісня першого сезону) | - Перрі Мейсон - — CBS, 1959 - Make Room for Daddy — CBS, 1959 - Rawhide — CBS, 1960 - Bachelor Father — ABC, 1961 - Burke's Law — ABC, 1963 - Hee Haw — сезон 4, епізоди 20 і 23, 1973 |

## Біографії
- Grudens, Richard (2009). Mr. Rhythm-A Tribute to Frankie Laine. Celebrity Profiles Publishing. ISBN 978-0976387763.
- Cronbaugh, Craig (2005). Reaching for a Star: A Memoir of My Life, My Music, and My Friendship with Famed Singer Frankie Laine. AuthorHouse. ISBN 978-1420803907.

### Документальний фільм
- Frankie Laine: An American Dreamer, 2003